# Пятимар
Пятимар (каз. Пятимар, до 200? г. — Пятимарское) — село в Жангалинском районе Западно-Казахстанской области Казахстана. Административный центр Пятимарского сельского округа. Код КАТО — 274053100.

## Население
В 1999 году население села составляло 1533 человека (763 мужчины и 770 женщин). По данным переписи 2009 года, в селе проживало 1337 человек (678 мужчин и 659 женщин).